# چارلی جولی
چارلی جولی (انگلیسی: Charlie Jolley؛ ۳ مارس ۱۹۳۶ – ۲۰۱۴ (۷۷−۷۸ سال)) بازیکن فوتبال بود.
از باشگاه‌هایی که در آن بازی کرده‌است می‌توان به باشگاه فوتبال ترانمره راورز و باشگاه فوتبال لیورپول اشاره کرد.